# Internazionali di Tennis Monza e Brianza 2011
Gli Internazionali di Tennis Monza e Brianza 2011, noti come Mitsubishi Electric Cup per motivi di sponsorizzazione, sono stati un torneo professionistico di tennis maschile giocato sulla terra rossa. È stata la 7ª edizione del torneo, che fa parte dell'ATP Challenger Tour nell'ambito dell'ATP Challenger Tour 2011. Si è giocato a Monza in Italia dal 4 al 10 aprile 2011.

## Partecipanti

### Teste di serie
| Nazionalità | Giocatore             | Ranking* | Testa di serie |
| ----------- | --------------------- | -------- | -------------- |
| Rep. Ceca   | Jan Hájek             | 106      | 1              |
| Germania    | Denis Gremelmayr      | 109      | 2              |
| Rep. Ceca   | Jaroslav Pospíšil     | 112      | 3              |
| Turchia     | Marsel İlhan          | 114      | 4              |
| Austria     | Andreas Haider-Maurer | 116      | 5              |
| Polonia     | Łukasz Kubot          | 120      | 6              |
| Germania    | Julian Reister        | 127      | 7              |
| Rep. Ceca   | Lukáš Rosol           | 131      | 8              |

- Ranking al 21 marzo 2011.

### Altri partecipanti
Giocatori che hanno ricevuto una wild card:
- Andrea Arnaboldi
- Laurynas Grigelis
- Stefano Ianni
- Thomas Muster

Giocatori che sono passati dalle qualificazioni:
- Benjamin Balleret
- Alberto Brizzi
- Kenny de Schepper
- Gianluca Naso

## Campioni

### Singolare
Julian Reister ha battuto in finale  Alessio di Mauro con il punteggio di 2–6, 6–3, 6–3

### Doppio
Johan Brunström /  Frederik Nielsen hanno battuto in finale  Jamie Delgado /  Jonathan Marray con il punteggio di 5–7, 6–2, [10–7]